# Катастрофа Ил-76 в Подмосковье
Катастрофа Ил-76 под Москвой — авиационная катастрофа, произошедшая 14 июля 2001 года. Грузовой самолёт Ил-76ТД авиакомпании «Русь» выполнял плановый рейс RUR-9633 по маршруту Москва—Норильск—Братск—Тайюань, но через несколько секунд после взлёта рухнул в лес и разрушился. Погибли все находившиеся на борту 10 человек — 8 членов экипажа и 2 пассажира.

## Самолёт
Ил-76ТД (регистрационный номер RA-76588, заводской 0043451530, серийный 39-03) был выпущен Ташкентским авиационным производственным объединением имени В. П. Чкалова (ТАПОиЧ) в апреле 1984 года. В том же месяце был передан (под б/н СССР-76588) ВВС СССР; с декабря 1991 года — ВВС России, борт RA-76588. В 1992 году был передан Воздушным силам Украины, от которых сдавался в лизинг российским авиакомпаниям «Атрувера» (с октября 1994 года по 15 ноября 1995 года) и «Авиакон Цитотранс» (с 15 ноября 1995 года по 4 ноября 1999 года). 4 ноября 1999 года был поставлен на хранение в ОКБ Туполева. 17 июля 2000 года был куплен авиакомпанией «Русь». Оснащён четырьмя турбореактивными двигателями Д-30КП-2 производства Рыбинского моторостроительного завода. На день катастрофы совершил 1831 цикл «взлёт-посадка» и налетал 3523 часа.

## Экипаж
Состав экипажа рейса RUR-9633 был таким:
- Командир воздушного судна (КВС) — Вячеслав С. Бойко. Очень опытный пилот, налетал 12 850 часов, свыше 5000 из них на Ил-76.
- Второй пилот — Геннадий А. Бутенко. Налетал 230 часов на Ил-76.
- Штурман — В. Н. Тутаев.
- Бортинженер — В. П. Гераськин.
- Бортрадист — А. Б. Рубцов.
- Бортоператор — К. Ф. Павлов.
- Бортоператор — С. С. Завьялов.
- Проверяющий — Вячеслав В. Кусков, начальник отдела сертификации эксплуатантов ОМТУ Центральных районов воздушного транспорта Министерства транспорта России.

## Хронология событий

### Предшествующие обстоятельства
Ил-76ТД борт RA-76588 выполнял грузовой рейс RUR-9633 из Москвы в Тайюань с промежуточными посадками в Норильске и Братске. Погода на аэродроме Чкаловский была следующей — туман с видимостью 500-900 метров, видимость по вертикали 70-80 метров, температура +8°C.
Самолёт был подготовлен к вылету и, согласно погрузочным документам, на его борту находилось 40,2 тонн груза. Общий взлётный вес самолёта составлял 191,9 тонны, но на самом деле груз не был взвешен должным образом, и фактический взлётный вес рейса 9633 составлял примерно 204 тонны, что на 14 тонн превысило максимально допустимый вес. Экипаж знал о перегрузе, но решил взлетать; кроме того, пилоты так и не рассчитали центровку самолёта и также не составили схему нужного размещения груза в самолёте. Из-за неправильной центровки самолёта впоследствии возникли проблемы с устойчивостью и управлением самолёта.

### Взлёт, катастрофа
Русь 9633, ветер 220, порывы 1, видимость 500-900 метров, вертикальная 70-80 метров, температура +8°C, взлёт разрешаю. — Авиадиспетчер
Закрылки были установлены на 30°, предкрылки на 14°, а стабилизаторы находились в положении на −5,4°. Самолёт начал разгон по взлётной полосе и на скорости 290 км/ч, после разбега в 2700 метров, были подняты стойки шасси, и рейс 9633 оторвался от ВПП. Но сразу же после взлёта самолёт начал крениться влево, и, чтобы компенсировать это, КВС отклонил штурвал вправо, образовав правый крен в 7°. Перегруженный самолёт с трудом справился с такой нагрузкой. На высоте 23 метра пилотами была произведена перекладка стабилизатора с −5,4°, до −3,9° на пикирование без использования руля высоты для компенсации, хотя управлять стабилизаторами на взлёте категорически запрещено. После перекладки стабилизатора самолёт прекратил набирать высоту и начал снижение. Командир потянул штурвал на себя, но катастрофа была уже неизбежна.
В 08:53 MSK рейс RUR-9633 врезался в деревья в 930 метров от конца ВПП, продолжил снижение и в 1460 метров от торца ВПП рухнул в лес и полностью разрушился. Все 10 человек на борту самолёта (8 членов экипажа и 2 пассажира) погибли.